# بوريشا سيمانيتش
بوريشا سيمانيتش (بالصربية: Бориша Симанић) مواليد 20 مارس 1998 في صربيا والجبل الأسود، هو لاعب كرة سلة صربي. بدأ مسيرته الاحترافية في سنة 2013. يحمل الرقم 12. لعب مع نادي ريد ستار لكرة السلة في الدوري الأوروبي لكرة السلة.

## إحصائيات المسيرة

### الدوري الأوروبي
| السنة   | الفريق                   | لعب | بدأ | دقيقة | ميداني% | ثلاثية | حرة   | ارتداد | صنع | استلاب | تصدي | نقطة | أداء |
| ------- | ------------------------ | --- | --- | ----- | ------- | ------ | ----- | ------ | --- | ------ | ---- | ---- | ---- |
| 2015–16 | نادي ريد ستار لكرة السلة | 7   | 0   | 7.5   | .500    | .286   | 1.000 | 1.0    | .0  | .1     | .3   | 2.0  | 2.3  |
| 2016–17 | نادي ريد ستار لكرة السلة | 3   | 2   | 5.6   | .200    | .000   | .000  | 1.0    | .3  | .0     | .0   | .7   | -1.0 |
| المسيرة | المسيرة                  | 10  | 2   | 7.0   | .400    | .222   | 1.000 | 1.0    | .1  | .1     | .2   | 1.6  | 1.3  |

## روابط خارجية
- بوريشا سيمانيتش على موقع الاتحاد الدولي لكرة السلة (الإنجليزية)
- بوريشا سيمانيتش على موقع الدوري الأوروبي لكرة السلة (الإنجليزية)
- بوريشا سيمانيتش على موقع كرة السلة الأوروبية.كوم (الإنجليزية)
- بوريشا سيمانيتش على موقع ريلجم (الإنجليزية)
- بوريشا سيمانيتش على موقع بروبوليرز (الإنجليزية)
- بوريشا سيمانيتش على موقع سبورتس رفرنس (الإنجليزية)